# Elka Wardega
Elka Wardega (* 1975 oder 1976) ist eine australische Maskenbildnerin und Oscarpreisträgerin.

## Karriere
Wardegas Mentor war Bob McCarron. Sie wirkte hinter den Kulissen bei den Oscarprämierten bzw. -nominierten Filmen wie Matrix, Moulin Rouge, Die Chroniken von Narnia – Der König von Narnia und Der Hobbit: Eine unerwartete Reise mit, ohne selbst eine Nominierung zu erhalten. Für ihre Arbeit an Mad Max: Fury Road erhielt sie zusammen mit Lesley Vanderwalt und Damian Martin bei der Oscarverleihung 2016 einen Oscar in der Kategorie bestes Make-up und beste Frisuren.
Sie ist verheiratet und lebt seit ihrem Umzug aus Sydney in Woodford, Queensland.

## Filmografie (Auswahl)
- 1998: Dark City
- 1999: Matrix
- 2001: Moulin Rouge (Moulin Rouge!)
- 2002: Königin der Verdammten (Queen of the Damned)
- 2002: Scooby-Doo
- 2005: Die Chroniken von Narnia – Der König von Narnia (The Chronicles of Narnia: The Lion, the Witch and the Wardrobe)
- 2008: Die Chroniken von Narnia: Prinz Kaspian von Narnia (The Chronicles of Narnia: Prince Caspian)
- 2010: Die Chroniken von Narnia: Die Reise auf der Morgenröte (The Chronicles of Narnia: The Voyage of the Dawn Treader)
- 2011: Stranded (Kurzfilm)
- 2012: Der Hobbit: Eine unerwartete Reise (The Hobbit: An Unexpected Journey)
- 2015: Mad Max: Fury Road
- 2016: Gods of Egypt
- 2016: Hacksaw Ridge – Die Entscheidung (Hacksaw Ridge)
- 2017: Ghost in the Shell